# Filialkirche Klein Sankt Veit

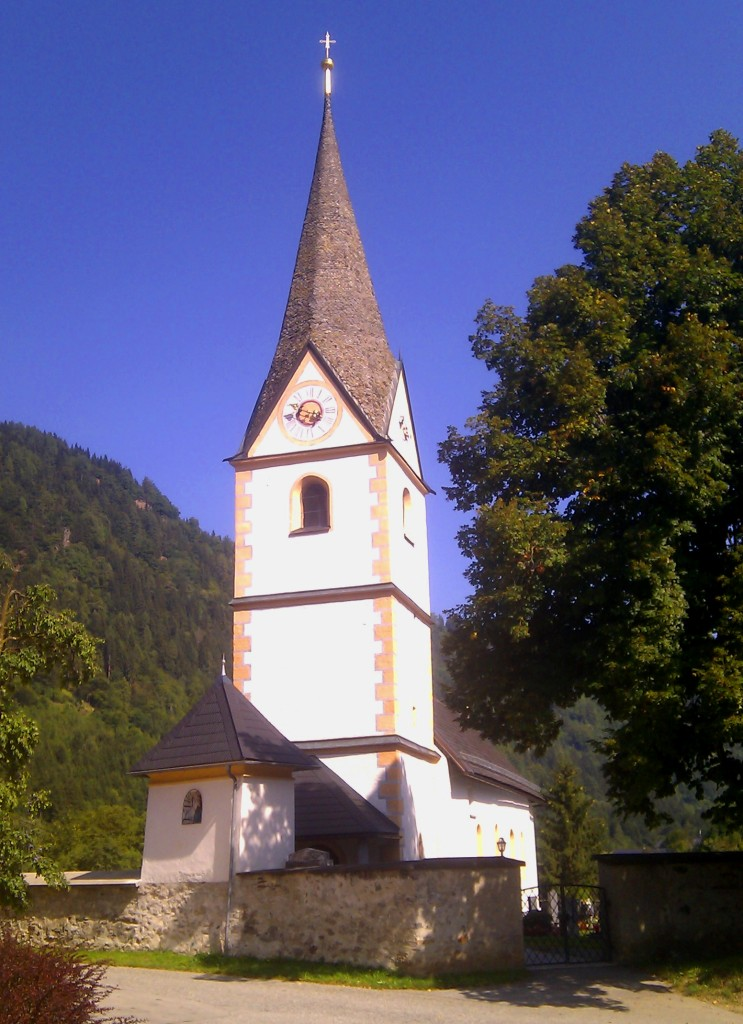
Filialkirche Klein Sankt Veit (2011)

Die Filialkirche Klein Sankt Veit ist eine römisch-katholische Kirche in der Völkermarkter (Kärnten) Katastralgemeinde Klein Sankt Veit. Sie ist dem frühchristlichen Märtyrer und Heiligen Veit geweiht und gehört zur Pfarre Sankt Georgen am Weinberg. 

## Lage und Geschichte
An der Straße zwischen Völkermarkt und Brückl liegt in einer Talenge das Haufendorf Klein Sankt Veit. Auf einer Terrasse in erhöhter Lage steht die Kirche, die 1045 und 1168 urkundlich erwähnt wird. Im Jahr 1843 brannte das Gebäude, 1919 erlitt es einen Granattreffer.

## Architektur
Das Mauerwerk der Kirche ist zum Teil romanisch und wurde in spätgotischer Zeit verändert. Der gotische Westturm trägt einen Spitzhelm mit Steinplattldeckung. Steinsäulen tragen das Vordach. Durch ein rundbogiges Portal im Turmerdgeschoß betritt man die kreuzgratgewölbte Vorhalle mit einem Weihwasserbecken aus dem Jahr 1728. Das Westportal hat ein profiliertes Spitzbogengewölbe.
Das Langhaus hat eine flache Decke aus der Romanik, der östliche, zweijochige Teil ein Kreuzgratgewölbe mit Rankenmalerei aus dem 15. Jahrhundert. An der Nordseite liegt das Gewölbe auf Konsolen, an der Südseite auf Wandpfeilern mit vorgelegten Halbsäulen. An der Langhausnordwand sind Rötelvorzeichnungen von nicht ausgeführten Malereien aus der Zeit um 1340 zu finden. Es sind dies: Judaskuss, Christus vor Pilatus, Kreuzigung und Kreuzabnahme. 
Die gemauerte Westempore liegt auf einem Korbbogen und hat einen hölzernen Vorbau. 
Ein Rundbogenportal führt in die zweigeschoßige, kreuzgratgewölbte Sakristei. An der Außenseite ist ein römerzeitliches Inschriftenfragment zu sehen.
Auf dem spitzbogigen Triumphbogen steht die Jahreszahl 1623.
Der leicht eingezogene, einjochige Chor hat ein Netzrippengewölbe mit einem Dreiachtelschluss und einer barocken Gewölbemalerei. Es sind Engel der Arma Christi abgebildet. 

## Ausstattung
Der barocke Hochaltar, Johann Pacher zugeschrieben, ist aus 1720/30; die Heiligenfiguren stellen Josef, Notburga, Veit, Isidor und Jakobus den Älteren dar. 
Die beiden Seitenaltäre sind aus der Mitte des 17. Jahrhunderts, die spätgotische Schnitzfigur des heiligen Antonius Eremit auf dem rechten Seitenaltar ist aus der Zeit um 1500.